# NGC 1709
NGC 1709 est une galaxie lenticulaire située dans la constellation d'Orion. NGC 1709 a été découverte par le physicien irlandais George Stoney en 1849 et inscrite au catalogue NGC sous la désignation NGC 1717. L'astronome irlandais R. J. Mitchell a aussi observé cette galaxie le 8 décembre 1854 et elle a été inscrite au catalogue NGC sous la désignation NGC 1709.

## Caractéristiques
Sa vitesse par rapport au fond diffus cosmologique est de 4 691 ± 16 km/s, ce qui correspond à une distance de Hubble de 69,2 ± 4,9 Mpc (∼226 millions d'al).
À ce jour, une mesure non basée sur le décalage vers le rouge (redshift) donne une distance d'environ 67,300 Mpc (∼220 millions d'al). Cette valeur est à l'intérieur des valeurs de la distance de Hubble.
Notons que le site de la NASA NED et le site Simbad identifient NGC 1717 à une étoile.